# Parkton
Parkton és una població dels Estats Units a l'estat de Carolina del Nord. Segons el cens del 2000 tenia 428 habitants.

## Demografia
Segons el cens del 2000, Parkton tenia 428 habitants, 175 habitatges i 114 famílies. La densitat de població era de 258,2 habitants per km².
Dels 175 habitatges en un 26,9% hi vivien nens de menys de 18 anys, en un 49,7% hi vivien parelles casades, en un 10,9% dones solteres, i en un 34,3% no eren unitats familiars. En el 28% dels habitatges hi vivien persones soles el 12,6% de les quals corresponia a persones de 65 anys o més que vivien soles. El nombre mitjà de persones vivint en cada habitatge era de 2,45 i el nombre mitjà de persones que vivien en cada família era de 3,01.
Per edats la població es repartia de la següent manera: un 24,3% tenia menys de 18 anys, un 6,3% entre 18 i 24, un 30,6% entre 25 i 44, un 22,7% de 45 a 60 i un 16,1% 65 anys o més.
L'edat mediana era de 38 anys. Per cada 100 dones de 18 o més anys hi havia 86,2 homes.
La renda mediana per habitatge era de 32.321 $ i la renda mediana per família de 39.167 $. Els homes tenien una renda mediana de 25.556 $ mentre que les dones 20.938 $. La renda per capita de la població era de 15.111 $. Entorn del 3,3% de les famílies i el 5,8% de la població estaven per davall del llindar de pobresa.

## Poblacions properes
El següent diagrama mostra les poblacions més properes.